# 666恐怖症
666恐怖症（666きょうふしょう、Hexakosioihexekontahexaphobia）とは、ヨハネの黙示録13章18節に出てくる詩に由来する恐怖症である。この詩の中で、「666」という数字は、サタンや反キリストにつながる獣の数字とされている。

## 例
有名な例は、ナンシー・レーガンとロナルド・レーガン夫妻が1979年にロサンゼルスのベルエア地区に転居した際、「666 St. Cloud Road」という住所を「668 St. Cloud Road」に変えさせたということがある。
この恐怖症は、『オーメン』等のホラー映画や『パルプ・フィクション』等の犯罪映画のモチーフとして使われることもある。
2003年には米ケンタッキー州にある神学校の電話の局番号が「666」であったため変更した。
2006年6月6日(06/06/06)に子供が生まれることを懸念する女性もいた。BBCニュース・オンラインのコラムは、666恐怖症の定義を2006年6月5日の「デイリーミニクイズ」の問題とし、翌6月6日、正解が88.8%だったことを公表した。
また別の例は、オランダのキリスト教系財団Opwekkingである。彼らの歌集が、2007年5月に666番に達した時、彼らは「人々への配慮として」その番号を飛ばした。また、この番号の曲がこの年の最後の曲であったため、ペンテコステの頃に新しい歌集を毎年出すことにし、歌集の表紙に666の番号を付けることにした。結果として、この歌集では、665番から667番に番号が飛ぶことになった。キリスト教の批評家は、このような排除を迷信であるとする。